# Port lotniczy Deva
Port lotniczy Deva (IATA: DVA, ICAO: LRDV) – prywatny port lotniczy położony w mieście Deva, w okręgu Hunedoara, w Rumunii.